# Giripurno (Kawedanan)
Giripurno is een bestuurslaag in het regentschap Magetan van de provincie Oost-Java, Indonesië. Giripurno telt 2351 inwoners (volkstelling 2010).